# Přivýšinský hřbet
Přivýšinský hřbet, též Prachovský hřeben, je hřbet v okrese Jičín Královéhradeckého kraje. Leží v severozápadním sousedství okresního města Jičín. Je to součást CHKO Český ráj.

## Popis

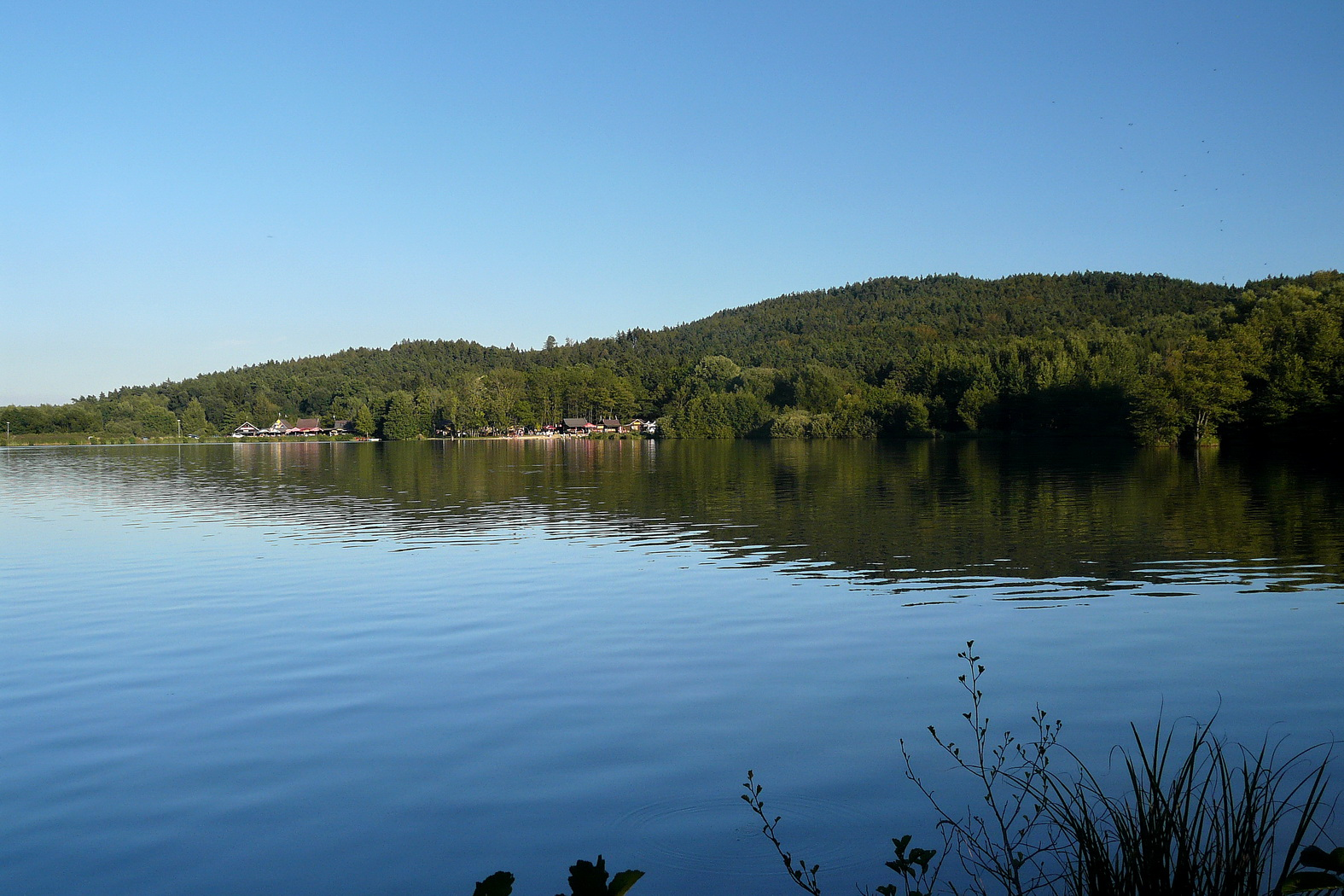
Oborský rybník a Přivýšinský hřbet

Je to hřbet převážně ve směru východ–západ, budovaný pískovci, neovulkanity a sedimenty. Na východě začíná hřbet vrchem Brada (438 m), dále pokračuje ostrým profilem nejvyšší vrch Přivýšina (464 m). Na něj navazuje za mělkým sedlem rozšířený úsek, který tvoří rozvodní ploché dvojvrší Malé (449 m) a Velké Svinčice (448 m) a rozeklaná plošina Prachovských skal. Prachovské skalní město vděčí za svou zachovalou podobu právě díky těmto tělesům, která svým odolnějším vulkanitovým složením vytvořila hráz od Jičínské kotliny (povodí Cidliny), a patří tak k povodí Žehrovky.

## Geomorfologické členění
Hřbet náleží do celku Jičínská pahorkatina, podcelku Turnovská pahorkatina, okrsku Vyskeřská vrchovina a podokrsku Prachovská pahorkatina, jehož je samostatnou geomorfologickou částí. Hřbet sousedí v rámci Prachovské pahorkatiny s částmi Prachovské skály na severu a Dílecká část (Bradačka) na východě. Dále sousedí s okrsky Turnovská stupňovina na severu a Jičínská kotlina na jihu.

## Turistika
Hřeben patří mezi nejatraktivnější partie Českého ráje. Hřebenem prostupují turistické trasy všech barev.